# 嚴玉麟
嚴玉麟，SBS，JP（1959年5月13日—），出生於香港，時捷集團創辦人董事長及首席執行官。2018年7月獲頒銅紫荊星章。他在1971年至1976年間就讀聖若瑟英文中學，並於2019年獲香港浸會大學頒授榮譽工商管理博士學位。2024年7月獲頒銀紫荊星章。

## 公職
時捷集團有限公司主席、香港太平紳士協會會長、香港特別行政區撲滅罪行委員會委員、懲教署投訴上訴委員會委員、上海市政協委員會委員、滬港社團總會副會長、雲浮市政協歷屆香港委員聯誼會名譽會長、仁濟醫院顧問局永遠顧問、仁濟醫院董事局主席 (2003)、仁愛堂董事局副主席 (2008) 、荃灣區撲滅罪行委員會主席(2012-2018)、荃灣區少年警訊名譽會長會副主席、荃灣區公民教育委員會主席、香港電子業商會榮譽副會長、香港貿易服務業協會永遠名譽主席、香港紅磡工商業聯會榮譽顧問、香港半島獅子會會長 (2006)。

## 家庭
嚴玉麟現任妻子為嚴徐玉珊，兩人育有2子1女。
女兒嚴紀雯(Carmen Yim)活躍於社交圈子，其丈夫蔡曾濠(Jeffrey Char)家族經營建材生意。

## 外部連結
- 政情：嚴玉麟囡囡喜見契媽 太陽報 （页面存档备份，存于）
- 榮任為政協上海市第十一屆委員會委員 時捷集團網站